# Дама с собачкой (балет)
Да́ма с соба́чкой — одноактный балет Родиона Щедрина. Либретто Родиона Щедрина и Валерия Левенталя по мотивам одноимённого рассказа Антона Чехова. Хореография Майи Плисецкой.

## История создания
После создания балета «Чайка» ни Майя Плисецкая, ни Родион Щедрин не задумывались о продолжении «чеховской» темы. Идею подал шведский журналист, с которым Родион Щедрин беседовал в Гётеборге в 1985 году, когда Майя Плисецкая и Виктор Барыкин переносили «Чайку» на сцену местного театра.
Сама Плисецкая вспоминала об этом:

«Один из музыкальных журналистов — по фамилии Борг — брал интервью у Щедрина. Неожиданно Борг нажал на клавишу „стоп“ своего „Сони“ и прервал беседу:
— Почему никто из русских композиторов, господин Щедрин, не обратился до сих пор к „Даме с собачкой“ Чехова? По-моему, это великолепный сюжет и для оперы, и для балета…

— Действительно, почему? Не знаю. Надо будет перечитать повесть, — задумался Щедрин».— Майя Плисецкая
Композитор действительно задумался — и очень быстро родился одноактный балет, компактный и лаконичный спектакль для двоих танцовщиков. «Дама с собачкой» стала последней работой Майи Плисецкой на сцене Большого театра.
Майя Плисецкая в сентябре 1986 года в интервью еженедельнику «Программы радио и телевидения» говорила, что идея поставить балет «Дама с собачкой» либо возникла случайно, либо кто-то её подсказал. Сюжет чеховского рассказа стал для неё необходимой творческой задачей. Но главным толчком стала музыка, которую написал Щедрин. Он непрерывно работал над ней все лето. В результате он смог создать музыку, которая была по своей глубине близка к чеховской прозе. Работа над пластическим решением спектакля заняла у Плесецкой 2 месяца.

## Музыкальные номера
1. Ялта
2. Москва
3. Город С.

## Либретто
В основе либретто взаимоотношения между несколькими дуэтами чеховских персонажей. Встреча на берегу моря спасает их от погрязания в быте. Авто выделил «Дуэт-пролог», «Прогулку», "Любовь, «Видение» и «Встречу».

## Сценическая жизнь

### Премьера в Большом театре
Премьера прошла 20 ноября 1985 года в Большом театре
Художник-постановщик Валерий Левенталь, художник по костюмам Майи Плисецкой Пьер Карден, дирижёр-постановщик Александр Лазарев
Действующие лица
- Анна Сергеевна — Майя Плисецкая
- Гуров — Борис Ефимов

Спектакль прошёл 31 раз, последнее представление 23 декабря 1989 года.

### Постановки в других городах
- 15 июня 2003 — Самарский театр оперы и балета

Балетмейстер-постановщик и автор либретто Надежда Малыгина, художник-постановщик Теймураз Мурванизде
Действующие лица
- Анна Сергеевна — Мария Тарноградская
- Гуров — Александр Турдиев
- Муж Анны Сергеевны — Сергей Воробьев
- Жена Гурова — Алла Новоселова
- 20 января 2010 — «Нью-Йорк Сити балет»

Балетмейстер-постановщик и автор либретто Алексей Мирошниченко, художник по костюмам Татьяна Ногинова
Действующие лица
- Анна Сергеевна — Sterling Hyltin
- Дмитрий Дмитриевич — Andrew Veyette